# Bergen op Zoom
Bergen op Zoom es una ciudad y municipio de la provincia de Brabante Septentrional, en los Países Bajos.

## Galería

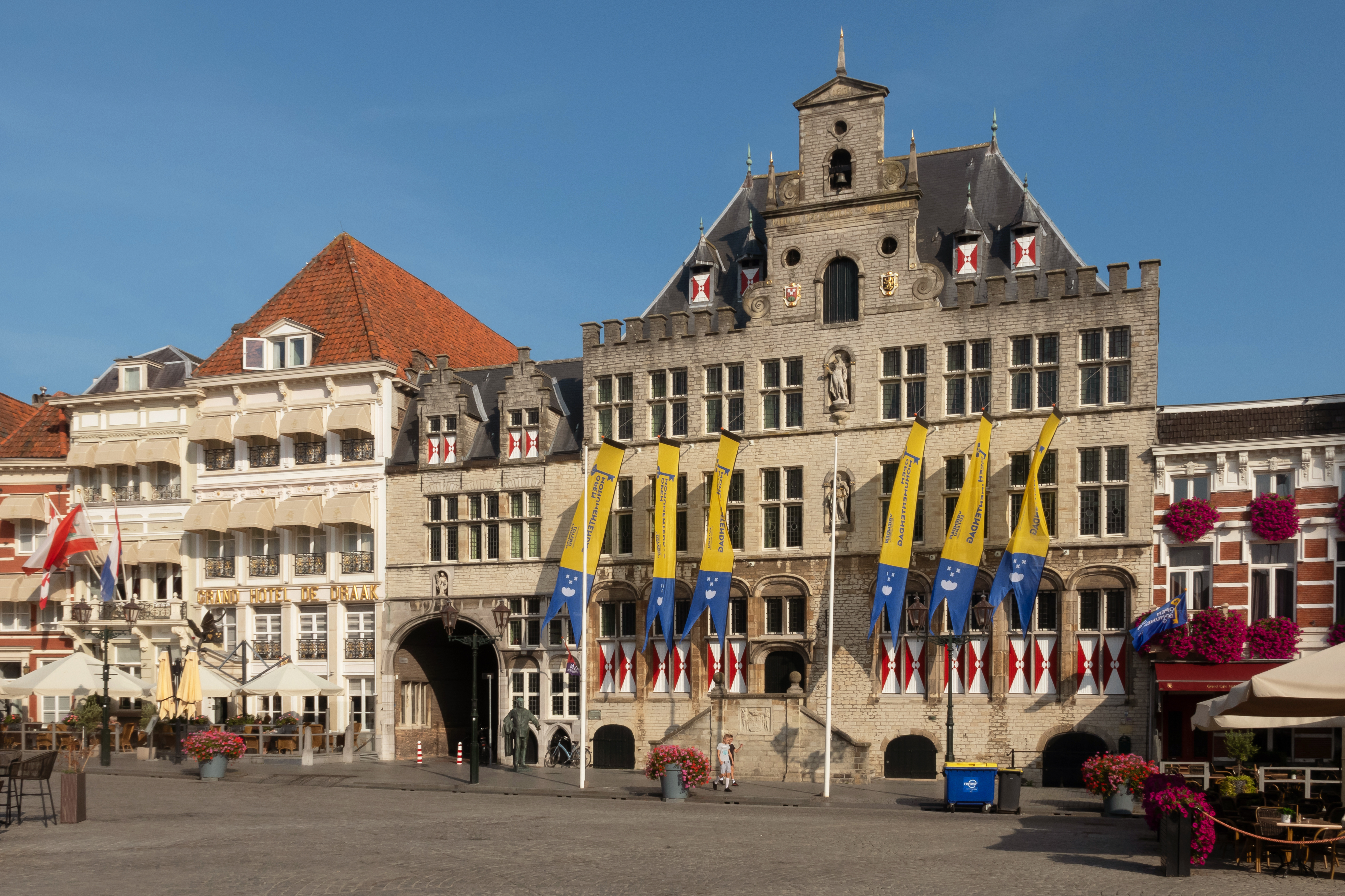
Bergen op Zoom, ayuntamiento y Hotel de Draak
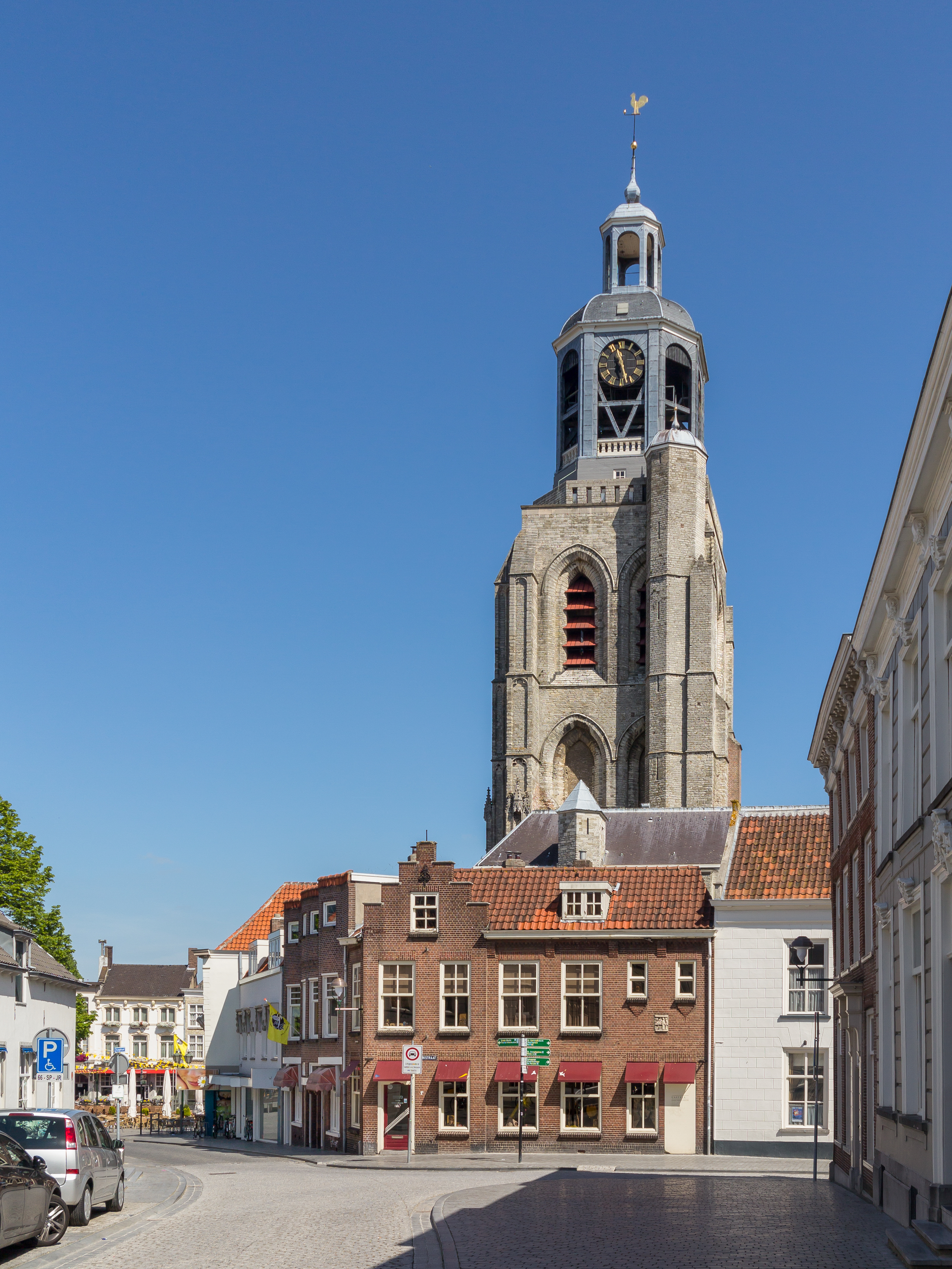
Bergen op Zoom, la torre de la iglesia: la Sint Gertrudiskerk
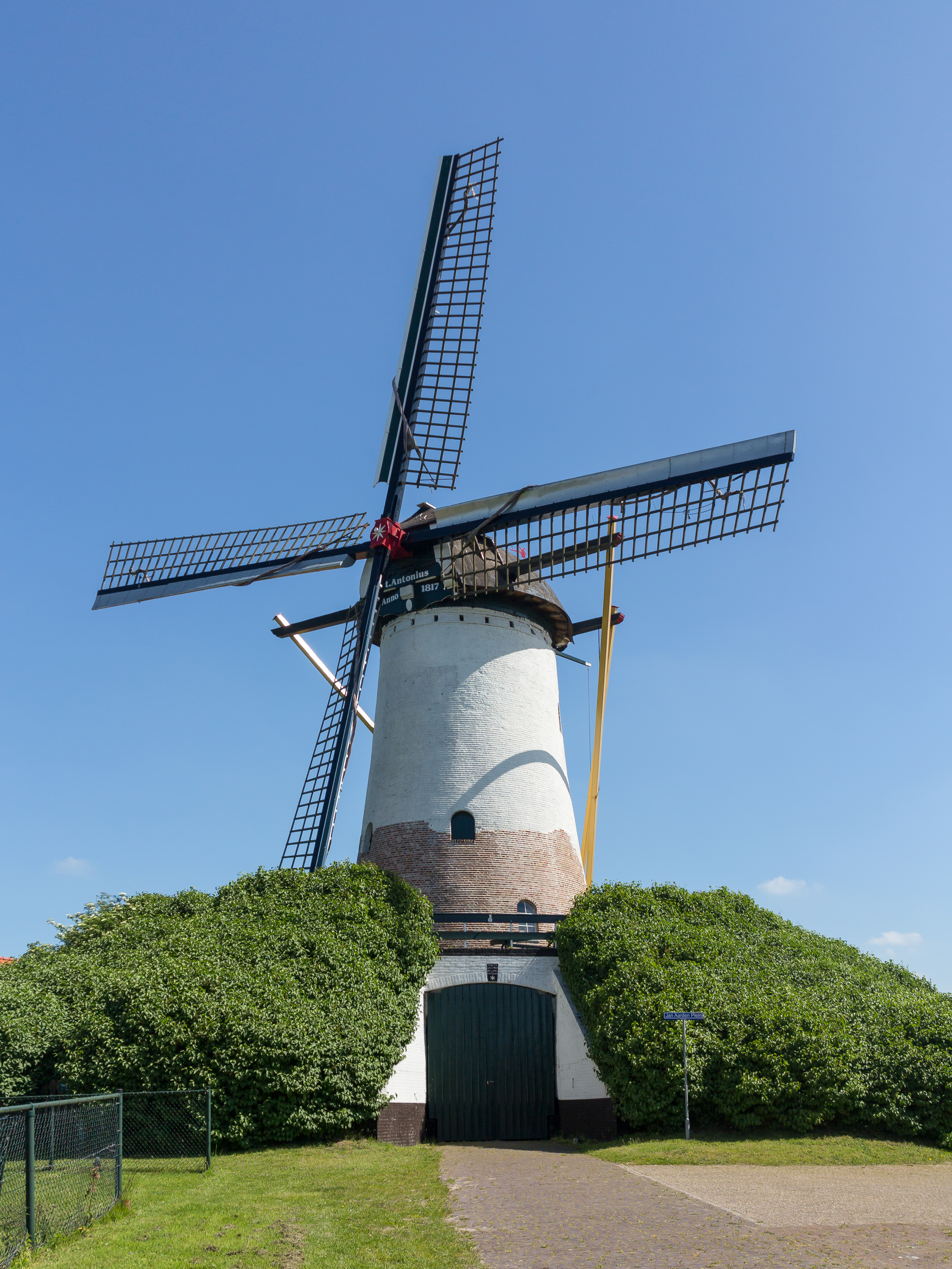
Halsteren, el molino: el Sint Antoniusmolen
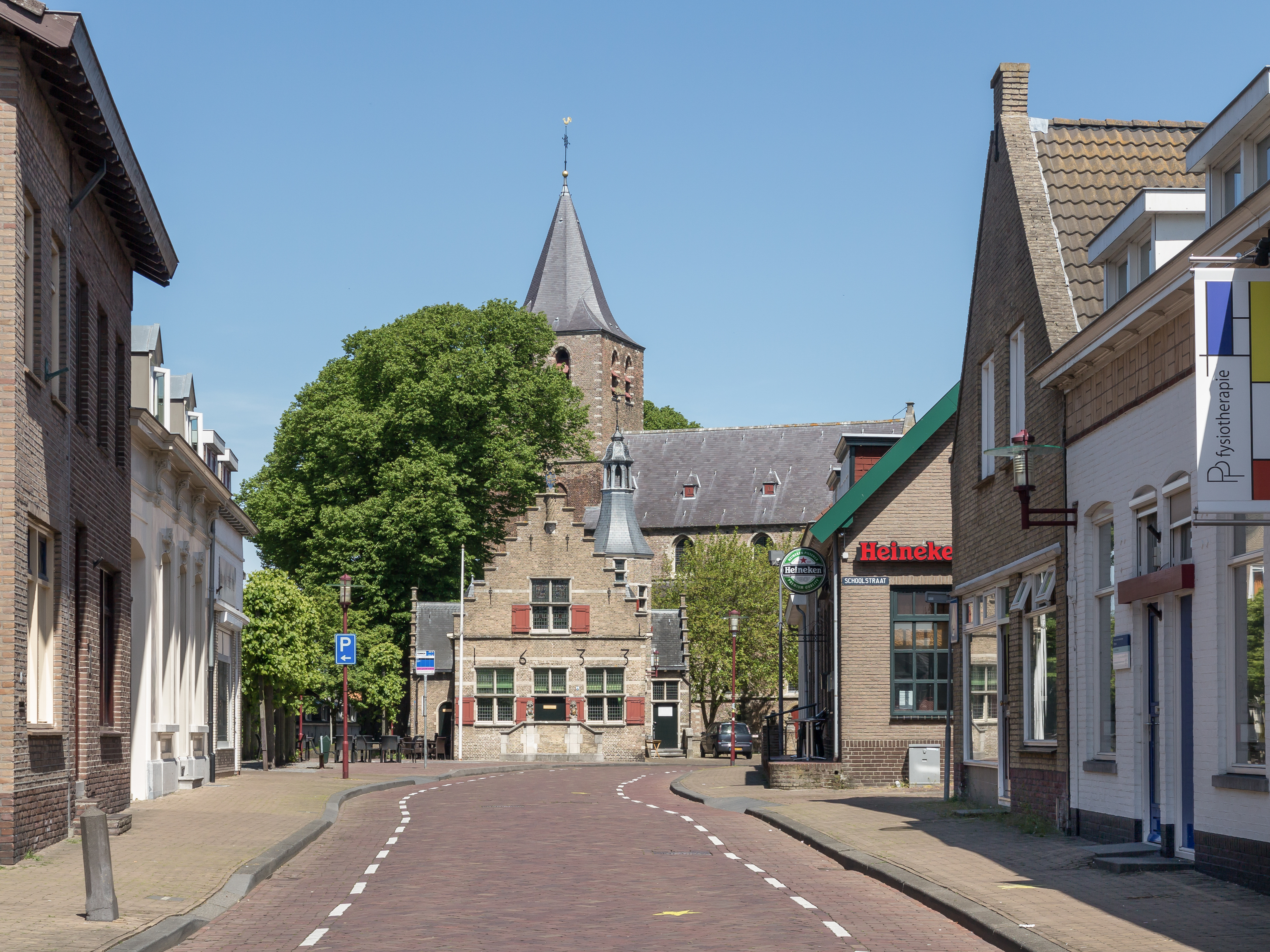
Halsteren, el antiguo ayuntamiento y la iglesia protestante

- Wikimedia Commons alberga una categoría multimedia sobre Bergen op Zoom.

- Datos: Q192508
- Multimedia: Bergen op Zoom / Q192508